# Rezeption der Frankfurter Reichsverfassung

Regierungssystem laut Frankfurter Reichsverfassung von 1849

Die Rezeption der Frankfurter Reichsverfassung setzte schon bald nach der Verkündung am 28. März 1849 ein. Diese für ganz Deutschland gedachte Reichsverfassung wäre nach Ansicht der Frankfurter Nationalversammlung bereits in Kraft getreten, doch die größeren deutschen Staaten erkannten sie nicht an. Die Frankfurter Reichsverfassung war aber ausdrücklich das Vorbild für die Erfurter Unionsverfassung, deren Entwurf schon Ende Mai 1849 für das Dreikönigsbündnis vorlag.
Das Frankfurter Vorbild wirkte direkt oder indirekt, über die Unionsverfassung, auf Verfassungen der Einzelstaaten, insbesondere der Teil über die Grundrechte des deutschen Volkes. Einen wenn auch immer schwächeren Einfluss hatte sie auf die späteren gesamtdeutschen Verfassungen des 19. und 20. Jahrhunderts; in selteneren Fällen wird sie noch heute für einen historischen Rechtsvergleich herangezogen.

## Allgemeines

Revolutionäres Deutschland März bis Mai 1849: Die Nationalversammlung beschließt die endgültige Reichsverfassung und ein Wahlgesetz, wird aber vom preußischen König bekämpft.

Es gibt eine lange Tradition in der Literatur, die eine Fernwirkung der Reichsverfassung auf das spätere Verfassungs- und Rechtsleben Deutschlands behauptet. Es fehlt allerdings die gerichtliche Praxis: Nur selten verweist ein Gericht im Wege historischer Auslegung auf die FRV, in der Zeit nach 1850 bis 1998 etwa nur anderthalb Dutzend Mal. Dies könnte daran liegen, dass der juristische Gehalt der FRV wenig aufgearbeitet ist oder ein entsprechender Tiefgang der historischen Auslegung nicht notwendig. Die historische Kontinuität könnte nachträglich konstruiert sein, denn in der Zeit nach der Revolution wurden viele Abgeordnete verfolgt, und es finden sich im ausgehenden 19. Jahrhundert wichtige Stimmen, die eine Vorbildfunktion der FRV ablehnten bzw. anzweifelten.
Tatsächlich hatte die FRV auch in den zehn Jahren der Reaktionsära (bis 1859) „eine erstaunliche Ausstrahlung“, so Kühne. Selbst oktroyierte Änderungen an Verfassungen und Wahlgesetzen konnten dies allenfalls abschwächen. Die Reaktion hatte nämlich dauerhaft Angst vor einer erneuten Revolution und wollte den Bogen nicht überspannen. Durch die taktische Bereitschaft zu Zugeständnissen erhielten die Anhänger der Reichsverfassung einen Spielraum: Sie konnten sich teilweise auf die Unionsverfassung von 1849/1850 berufen, die der Reichsverfassung nachgebildet und von der preußischen Regierung nie offiziell beanstandet worden war. Man konnte den Gehalt der Grundrechte ferner in einfachen Gesetzen unterbringen, die weniger überschaubar als ein Grundrechtskatalog waren. Oder man stimmte Gesetzesvorbehalten bei den Grundrechten in einer Verfassung zu; diese Vorbehalte waren später Gegenstand der einfachen, vielleicht beeinflussbaren Gesetzgebung. Der FRV kam so „eine gar nicht zu überschätzende Bremswirkung bei den verschiedenen Rückwärtsrevisionen zu.“

## Landesverfassungen ab 1849

### Österreich
Die österreichische Verfassung vom 25. April 1848 (Pillersdorfsche Verfassung) konnte noch nicht durch Arbeiten der Frankfurter Nationalversammlung beeinflusst sein. Der Kremsierer Entwurf 1848/1849 des österreichischen Reichstags enthält aber auch keine Spuren aus Frankfurt, weil die slawische Reichstagsmehrheit die Frankfurter Bestrebungen bewusst ignorierte, um gegen die geplante Einverleibung in das Deutsche Reich zu protestieren. Für die oktroyierte Märzverfassung schöpfte man allenfalls aus denselben Quellen wie die Frankfurter Nationalversammlung und folgte auch nicht dem Vorschlag des Justizministers, sich an den Grundrechten in der preußischen Verfassung zu orientieren. In den Beratungen zum Staatsgrundgesetz von 1867 wurden die deutschen Grundrechte nur ganz vereinzelt erwähnt.

### Preußen

Preußische Verfassung von 1850. Die Kammern wurden von wesentlich weniger Untertanen bestimmt als laut Frankfurter Reichsverfassung, und die Regierung konnte missliebige Gesetze ganz verhindern.

In den Vorarbeiten der preußischen Nationalversammlung und des betreffenden Ausschusses (Waldeckscher Entwurf vom Juli 1848) allerdings finden sich viele Spuren der FRV. Der Berichterstatter betonte ausdrücklich, dass man den Frankfurter Beschlüssen „die sorgfältigste Berücksichtigung“ geschenkt habe, damit die preußische Verfassung später nicht der deutschen widerspreche. Sowohl Gegner als auch Befürworter der Frankfurter Nationalversammlung bestätigten die Entsprechungen. Die Grundrechte wurden tatsächlich beibehalten, wenn auch verkürzt.
Bei der Revision der preußischen Verfassung, die zur Verfassung von 1850 führte, waren die Linken wegen der Einführung des ungleichen Wahlrechts nicht mehr dabei. Immer noch sollte die Verfassung der deutschen Verfassung leicht anpassbar sein, wobei nun die Unionsverfassung gemeint war. Die Liberalen nutzten den Verweis auf die Unionsverfassung taktisch, um eine noch konservativere preußische Verfassung zu verhindern. Das gelang beträchtlich, weil die Unionsverfassung (wie die FRV) ein künftiges Reichsgericht vorsah, das zu konservative Regeln würde ahnden. Außerdem wollte die preußische Regierung sich nicht als zu rückschrittlich und damit unglaubwürdig für die Union präsentieren. Im Grundrechtsbereich änderte sich in der revidierten Verfassung oberflächlich gesehen nicht viel, doch Gesetzesvorbehalte machten später eine erhebliche Einschränkung möglich.

### Oldenburg
Ebenso wollte der Vereinbarende Landtag von Oldenburg sich der künftigen Reichsverfassung fügen. Schon bestehende Entwürfe übernahm die oldenburgische Verfassungskommission. Der Redaktionsausschuss behielt anderslautende oldenburgische Beschlüsse dann, wenn sie dem Volke mehr Rechte gaben. Die wörtliche Übernahme (trotz der erwarteten FRV) von Grundrechten hatte den Vorteil, dass man sie sogleich unmittelbar gelten lassen konnte, während die Frankfurter Grundrechte selbst teilweise nur über ein Einführungsgesetz landesrechtlich umgesetzt werden konnten.

### Hamburg
In Hamburg hat die sogenannte Konstituantenverfassung sich 1849 ganz an der FRV orientiert, und die verfassungsgebende Versammlung hielt die Gültigkeit der Frankfurter Grundrechte für zweifelsfrei. Ihre eigenen Grundrechte stimmten im Wesentlichen sachlich mit ihnen überein, trotz anderer Formulierung. Die Neunerverfassung vom Mai 1850 war wieder konservativer, doch dem Deutschen Bund immer noch zu liberal. Art. 7 besagte nämlich, dass „die Grundrechte des deutschen Volks“ als Teil der Neunerverfassung selbst gälten. Der Verfassungsausschuss der Bürgerschaft beantragte 1859 die Streichung von Art. 7, um keine Schwierigkeiten mit dem Bund zu provozieren. Die Bürgerschaft folgte ihm mit 74 zu 72 Stimmen.

## Erfurter Unionsverfassung 1849/1850

Verfassungsdiagramm für die Erfurter Union, 1850. Ein Fürstenkollegium konnte Gesetze verhindern, während die Reichen beim Wählen stark bevorrechtet waren.

Die Verfassung der Erfurter Union wurde zwar ebenso wie die FRV nicht verwirklicht, beeinflusste aber ihrerseits spätere Verfassungen. Als Preußen im Mai 1849 bereits die Revolution bekämpfte, legte es schon am 26. Mai einen Verfassungsentwurf für einen deutschen Bundesstaat vor (im Rahmen des Dreikönigsbündnisses). Der Vordenker der Union, Joseph von Radowitz, schrieb in sein Tagebuch, die Unionsverfassung sei seine Redaktion der Reichsverfassung; Bassermann versprach er, es werde nur wenige Änderungen geben, und während der Bündnisverhandlungen lag ein Druckexemplar der FRV mit handschriftlichen Abänderungen vor. Das Verhandlungsprotokoll nennt die FRV die Vorlage für die Sitzung.
Die Unionsverfassung übernahm etwa zwei Drittel des Textes der FRV wörtlich. Sie blieb auch beim Konzept eines kleindeutschen Bundesstaates. Es galt weiterhin der Grundsatz, dass Reichsrecht Landesrechtbricht. Das Reich sollte ebenfalls viele Zuständigkeiten erhalten. Es waren aber auch deutliche Unterschiede erkennbar, wonach in der Unionsverfassung die Position der Reichsexekutive gegenüber dem Parlament und die Position der Gliedstaaten gegenüber der Reichsebene gestärkt worden wäre. „Alles in allem handelte es sich bei dem Erfurter Entwurf aber noch immer um einen der modernsten zeitgenössischen Verfassungstexte in Europa“ (Kotulla).
Die Unterschiede waren im Einzelnen:
- Die Unionsverfassung gab der Reichsebene weniger Befugnisse.[10]
- Sie schränkte die Grundrechte der FRV ein.[11]
- Das Reichsoberhaupt war zweigeteilt: Der preußische König als „Reichsvorstand“ bzw. „Unionsvorstand“ ernannte die Reichsminister, während Preußen mit den übrigen Staaten gemeinsam als „Fürstenkollegium“ die legislativen Funktionen der Exekutive ausgeübt hätte. Das Fürstenkollegium hatte nun ein absolutes Veto und konnte damit Gesetze verhindern, während der Kaiser der FRV Gesetze nur verzögern konnte.[12][13]
- Der neue Entwurf für ein Wahlgesetz machte das Frankfurter Wahlrecht ungleich.[14]
- In Haushaltsfragen wurde das Staatenhaus mit dem Volkshaus gleichgestellt. Die Haushaltsperiode dauerte nun drei Jahre und nicht mehr nur eines.[15]
- Die Unionsverfassung bezog sich nicht mehr auf das Gebiet des Deutschen Bundes.[16]
- Grundrechtsbestimmungen wie die Abschaffung des Adelsstandes und das Verbot der Todesstrafe wurden gestrichen.[17]

Im Unionsparlament in Erfurt gab es eine Mehrheit der Liberalen, zumindest in grundlegenden Fragen. Es stellte vor, einige Änderungen in der Verfassung wieder rückgängig zu machen. Es wollte wieder die Rolle des Reichsoberhauptes stärken und dem Volkshaus die letzte Entscheidung über den Haushalt allein geben. Ausführungsgesetze zur Unionsverfassung wurden beschlossen, etwa zur Einrichtung des Reichsgerichts, wobei man sich ausdrücklich auf die Vorstellungen der Nationalversammlung bezog. Das Unionsparlament wollte aber die Einigung nicht gefährden und bestand nicht auf seinen Änderungsvorstellungen. Wie auch immer, der preußische König ließ das Unionsprojekt fallen und ernannte trotz vereinbarter Verfassung keine Unionsorgane.

## Deutscher Nationalverein
Der Deutsche Nationalverein von 1859 war sich unsicher, ob er sich direkt auf die FRV berufen sollte. Trotz ihrer Popularität im Volke wäre sie wohl nicht geeignet gewesen, Preußen für die ihm zugedachte Rolle bei der Nationalstaatsbildung zu begeistern. Im Jahr 1862 machte der Verein die Ausführung der Reichsverfassung mit Grundrechten und Wahlgesetz zu seinem Programm. Der Vorsitzende Rudolf von Bennigsen hingegen wollte sich nur für den „wesentlichen Inhalt“ einsetzen. Als der preußische Ministerpräsident Otto von Bismarck diplomatische Erfolge gegen Dänemark verzeichnen konnte, wurde der Programmpunkt ein Jahr später wieder unverbindlicher formuliert. Interne Auseinandersetzungen in dieser Frage traten nach außen und führten später mit zur Abspaltung der nationalliberalen Partei unter Bennigsen.
Bismarck stellte von April bis Juni 1866 mehrere Anträge beim Bundestag, ein allgemein und direkt gewähltes Bundesparlament einzurichten. Es sollte gemeinsam mit dem Bundestag Bundesgesetze mit Mehrheit beschließen. Zwar erwähnte er die FRV nicht, wohl aber ausdrücklich das Frankfurter Reichswahlgesetz von 1849 als maßgeblich. (Es wurde nach dem Deutschen Krieg tatsächlich die Vorlage für die Reichstagswahl.) Die meisten Staaten lehnten allerdings ein Parlament ab, weil es ihre Eigenständigkeit beschnitten hätte.

## Norddeutscher Bund und Kaiserreich 1867–1918

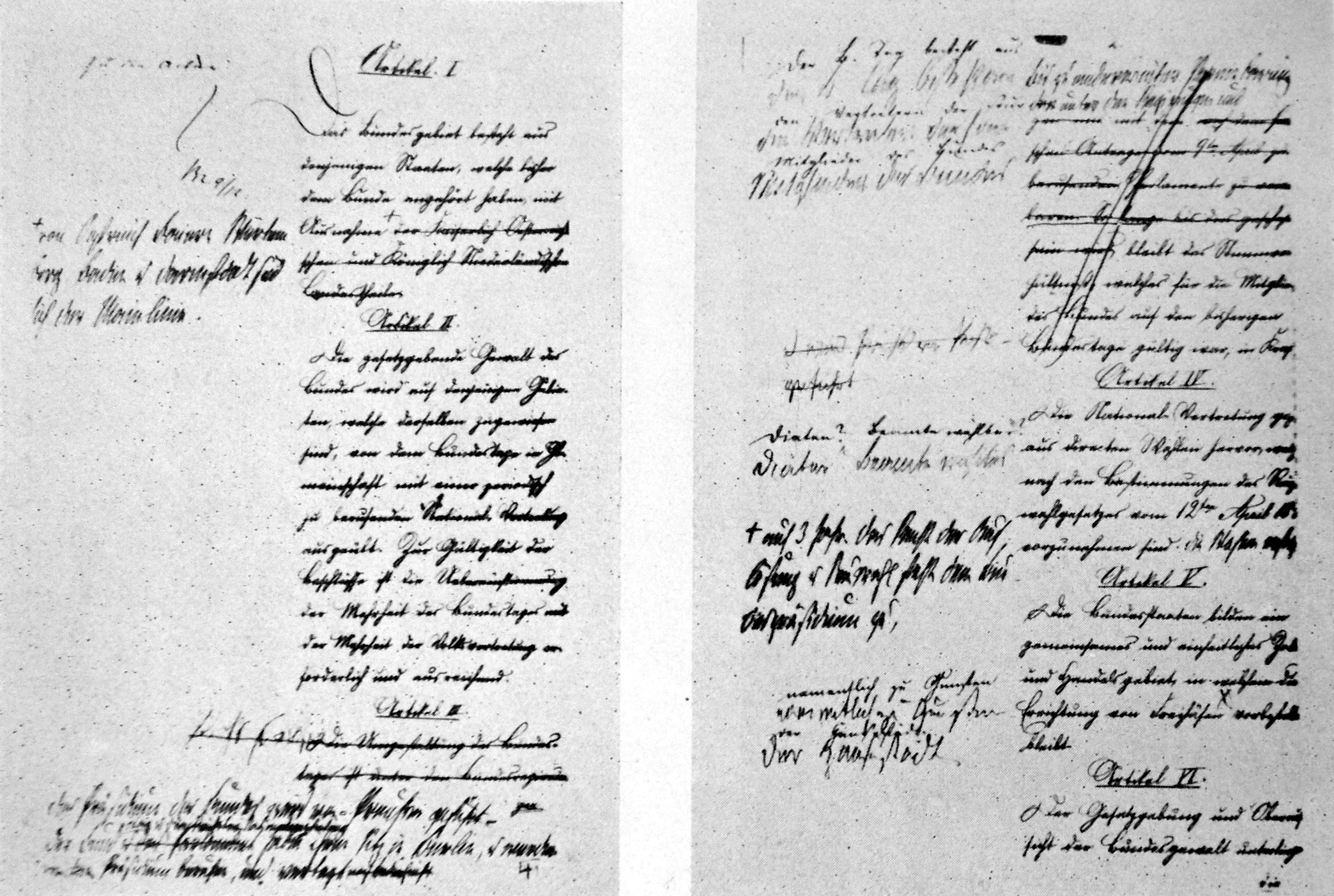
Entwurf für die norddeutsche Bundesverfassung, 1866

Der stellvertretende Vorsitzende des Nationalvereins, der Demokrat Hermann Schulze-Delitzsch, verlangte die Grundzüge der FRV zu berücksichtigen. Zwar beriefen sich viele Gruppen auf die FRV, so auch ein Teil der Liberalen und die Sozialisten, doch nicht mehr uneingeschränkt. Auch großdeutsche Rufe nach einer gründlichen Revision oder einem Direktorium wurden laut. Übereinstimmend, so auch Bismarck, der damit die öffentliche Meinung berücksichtigte, folgten sie bei der Zuweisung der bundesstaatlichen Kompetenz der FRV.
Entgegen Bismarcks Behauptung, die Verfassung des Norddeutschen Bundes sei eine geniale Eingebung zweier Tage gewesen, hat er sich lange mit den Vorarbeiten beschäftigt und dabei nachgewiesenermaßen die FRV mitberücksichtigt. Schon im März 1866 schrieb er dem preußischen Generalstabschef, ihm schwebe für Preußen aus militärischen und politischen Gründen in Norddeutschland die Stellung an, die die FRV der deutschen Zentralgewalt zugedacht hatte. Mehrmals machte er in Gesprächen die Bemerkung, dass er nichts völlig anderes als die FRV anstrebe. Hätte das Ausland in den Deutschen Krieg 1866 (oder danach) eingegriffen, hätte er sich vorbehalten, die FRV als volle Grundlage für eine revolutionäre deutsche Einheit zu nehmen und damit die Unterstützung der Nationalbewegung, des Kronprinzen und des preußischen Abgeordnetenhauses zu erhalten. Er suchte aber mehr einen Mittelweg zwischen Bundesstaat und Staatenbund und scheute materielle Grundrechte und zu große Mitsprache des Parlaments beim Haushalt (vor allem des Militärbudgets).
In der folgenden Phase beriet der konstituierende norddeutsche Reichstag vom Februar 1867 über Bismarcks Entwurf. Die Abgeordneten erreichten es im Sinne der FRV, den Bundeskanzler verantwortlich zu machen und das Budgetrecht des Reichstags auszuweiten. Zwar fehlte ein Grundrechtskatalog, auch weil dafür lange Beratungen befürchtet wurden und Bismarck föderalistische Bedenken äußerte, doch erhielt der Norddeutsche Bund die Kompetenz zum Beispiel über das Staatsbürgerrecht und die Freizügigkeit, dies baute der Reichstag in den Verhandlungen noch weiter aus. Das häufig bemühte Vorbild der FRV half, die Verfassungsberatungen 1867 so rasch zu beenden.

Bismarcksche Reichsverfassung von 1867 bzw. 1871: Das absolute Veto in der Gesetzgebung erhielt der Bundesrat als Vertretung der einzelstaatlichen Regierungen.

Im Norddeutschen Bund und im Kaiserreich wurde der Standard der FRV teilweise über die einfache Gesetzgebung verwirklicht und nicht in der Verfassung verankert. Beispiele sind die Gleichberechtigung der Konfessionen (1868), das Bundeswahlgesetz (1869) und später das Gerichtsverfassungsgesetz, das Auswanderungsgesetz (1897) oder das Reichsvereinsgesetz (1908), teils mit bewusster Anlehnung an die FRV. Unerfüllt blieben allerdings die bedeutenden Forderungen nach einem jährlichen Heereshaushalt, nach einer geringeren Rolle des Bundesrats und nach Abgeordnetendiäten.

## Weimar 1918/1919

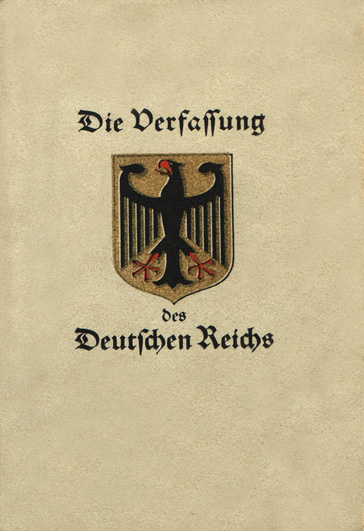
Weimarer Verfassung vom 11. August 1919

Direkt nach der Ausrufung der Republik am 9. November 1918 fragte Außenminister Wilhelm Solf, ob die FRV nun eine Grundlage für eine neue Verfassung sein könne. Anstatt also mit der zwei Wochen alten Oktoberverfassung weiterzuarbeiten, sprachen sich viele Politiker trotz aller sonstigen Schwierigkeiten für das Mühsal einer neuen Nationalversammlung aus. Mit ein Grund dafür war die FRV, da nach dem Zerfall Österreich-Ungarns die Chance auf ein Großdeutschland gegeben zu sein schien. Der demokratische Gedanke an eine verfassungsgebende Nationalversammlung sollte ferner gegen die drohende Revolution verwendet werden.
Hauptanknüpfungspunkt in der Weimarer Nationalversammlung an die FRV wurde dann ein Grundrechtskatalog, obwohl der Regierungsentwurf von Hugo Preuss sich mit nur wenigen Grundrechten aus der FRV begnügt hatte. Schließlich seien die Grundrechte im wesentlich bereits per Gesetz verwirklicht. Preuss befürchtete eine lange Grundrechtsdebatte, wie es sie in Frankfurt gegeben habe, und außerdem reichte es seiner Meinung nach nicht aus, alte Grundrechte des 19. Jahrhunderts zu wiederholen. Verantwortlich für einen Schwenk in der Nationalversammlung wurden vor allem Sozialdemokraten und Politiker der katholischen Zentrumspartei. Es fehlte aber eine unmittelbare, einklagbare Rechtswirkung der Weimarer Grundrechte, und Gesetzesvorbehalte erleichterten später ihre Aushöhlung.
Kotulla weist darauf hin, dass es 1919 um eine Restrukturierung des gesamtstaatlichen Systems gegangen sei. Weil in der FRV kein parlamentarisches System verankert gewesen sei, habe sie in diesem Punkt auch kein Vorbild für die Weimarer Verfassung sein können. Die Verfassung von 1919 habe eher strukturell und inhaltlich an die Bismarckschen Verfassungen angeknüpft. Als Beispiel verweist er auf die Frage des Reichsoberhauptes: Der Reichspräsident habe die Rolle eines „Ersatzkaisers“ eingenommen. Auch habe die Weimarer Verfassung die Grundsätze für die Parlamentswahl genau geregelt, anders als die FRV.

## Bonn 1948/1949 und Bewertung
In den Verfassungen der deutschen Länder nach 1945 lassen sich Einflüsse der FRV kaum nachweisen. Als historisches Beispiel und Gegenbeispiel schaute man auf die Weimarer Verfassung. Die Jahrhundertfeier 1948 gab der FRV wieder mehr Aufmerksamkeit, als der Parlamentarische Rat seine Arbeit zum Grundgesetz aufnahm. Viele Mitglieder waren mit der FRV vertraut, auch, weil sie sie als Arbeitsmaterial in den Landesberatungen studiert hatten. Sie zogen sie für das Elternrecht, einzelne Grundrechte, die Finanzordnung und vor allem eine Vertretung der Gliedstaaten auf Bundesebene heran.
Beim Grundrechtskatalog und der Verfassungsgerichtsbarkeit weisen FRV und Grundgesetz „bemerkenswerte Gemeinsamkeiten“ auf, so Kotulla. Damit meint er die Einklagbarkeit der einzelnen Grundrechte als subjektive Rechte bei deren Verletzung. Das Frankfurter Reichsgericht hätte obendrein „fast die gleichen Zuständigkeiten“ gehabt wie das heutige Bundesverfassungsgericht.
Wie schon 1919 kam der Gedanke an ein Staatenhaus nach Frankfurter Vorbild auf, mit selbstständigen Abgeordneten statt Vertretern der Landesregierungen. (Mitte der 1970er-Jahre wurde der Gedanke im Rahmen einer Enquete-Kommission wieder aufgegriffen.) Ebenso unverwirklicht, wie auch 1919, blieb der Vorschlag, sich an der Frankfurter Präambel zu orientieren. Laut dem Ratsmitglied Ludwig Bergsträßer sollten die Farben der Bundesflagge an die Tradition von Frankfurt und Weimar und damit an die Idee der persönlichen Freiheit anknüpfen.
Verfassungshistoriker Michael Kotulla hat die deutschen Verfassungen in einem kurzen Beitrag gegenübergestellt. Sein Fazit ist, dass die Frankfurter Reichsverfassung später immer wieder für Impulse in den Verfassungsdiskussionen gesorgt habe. Doch die Versuche, Traditionslinien zu ziehen, würden „konstruiert“ wirken. Anders als Kühne würde er noch nicht einmal von einer „Teilidentität“ zwischen der FRV und den späteren deutschen Verfassungen sprechen. Die Bismarckschen Verfassungen waren eher Organisationsstatute als Vollverfassungen (anders als die FRV). In Weimar 1919 und in Bonn 1948/49 orientierte man sich vor allem (positiv oder negativ) an der jeweils vorhergegangenen Verfassung.

## Belege
1. ↑  Jörg-Detlef Kühne: Die Reichsverfassung der Paulskirche. Vorbild und Verwirklichung im späteren deutschen Rechtsleben. 2. Auflage, Luchterhand, Neuwied 1998 (1985), S. 64–67, S. 69 (Habilitation Bonn 1983).
2. ↑  Jörg-Detlef Kühne: Die Reichsverfassung der Paulskirche. Vorbild und Verwirklichung im späteren deutschen Rechtsleben. 2. Auflage, Luchterhand, Neuwied 1998 (1985), S. 99/100 (Habilitation Bonn 1983).
3. ↑  Jörg-Detlef Kühne: Die Reichsverfassung der Paulskirche. Vorbild und Verwirklichung im späteren deutschen Rechtsleben. 2. Auflage, Luchterhand, Neuwied 1998 (1985), S. 78/79 (Habilitation Bonn 1983).
4. ↑  Jörg-Detlef Kühne: Die Reichsverfassung der Paulskirche. Vorbild und Verwirklichung im späteren deutschen Rechtsleben. 2. Auflage, Luchterhand, Neuwied 1998 (1985), S. 75–77 (Habilitation Bonn 1983).
5. ↑  Jörg-Detlef Kühne: Die Reichsverfassung der Paulskirche. Vorbild und Verwirklichung im späteren deutschen Rechtsleben. 2. Auflage, Luchterhand, Neuwied 1998 (1985), S. 83/84 (Habilitation Bonn 1983).
6. ↑  Jörg-Detlef Kühne: Die Reichsverfassung der Paulskirche. Vorbild und Verwirklichung im späteren deutschen Rechtsleben. 2. Auflage, Luchterhand, Neuwied 1998 (1985), S. 77/78 (Habilitation Bonn 1983).
7. ↑  Jörg-Detlef Kühne: Die Reichsverfassung der Paulskirche. Vorbild und Verwirklichung im späteren deutschen Rechtsleben. 2. Auflage, Luchterhand, Neuwied 1998 (1985), S. 96–98 (Habilitation Bonn 1983).
8. ↑  Jörg-Detlef Kühne: Die Reichsverfassung der Paulskirche. Vorbild und Verwirklichung im späteren deutschen Rechtsleben. 2. Auflage, Luchterhand, Neuwied 1998 (1985), S. 79/80 (Habilitation Bonn 1983).
9. ↑  Michael Kotulla: Der Einfluss der Paulskirchenverfassung auf die späteren deutschen Verfassungen. In: DTIEV-Online 1/2015. Hagener Online Beiträge zu den Europäischen Verfassungswissenschaften. ISSN 2192-4228, S. 3/4, Zitat S. 6.
10. ↑  Hans Boldt: Erfurter Unionsverfassung. In: Günther Mai (Hrsg.): Die Erfurter Union und das Erfurter Unionsparlament 1850. Böhlau, Köln u. a. 2000, S. 417–431, hier S. 422.
11. ↑  Manfred Botzenhart: Deutscher Parlamentarismus in der Revolutionszeit 1848–1850. Droste, Düsseldorf 1977, S. 718.
12. ↑  Manfred Botzenhart: Deutscher Parlamentarismus in der Revolutionszeit 1848–1850. Droste, Düsseldorf 1977, S. 718.
13. ↑  Michael Kotulla: Der Einfluss der Paulskirchenverfassung auf die späteren deutschen Verfassungen. In: DTIEV-Online 1/2015. Hagener Online Beiträge zu den Europäischen Verfassungswissenschaften. ISSN 2192-4228, S. 3/4.
14. ↑  Manfred Botzenhart: Deutscher Parlamentarismus in der Revolutionszeit 1848–1850. Droste, Düsseldorf 1977, S. 718.
15. ↑  Michael Kotulla: Der Einfluss der Paulskirchenverfassung auf die späteren deutschen Verfassungen. In: DTIEV-Online 1/2015. Hagener Online Beiträge zu den Europäischen Verfassungswissenschaften. ISSN 2192-4228, S. 4.
16. ↑  Michael Kotulla: Der Einfluss der Paulskirchenverfassung auf die späteren deutschen Verfassungen. In: DTIEV-Online 1/2015. Hagener Online Beiträge zu den Europäischen Verfassungswissenschaften. ISSN 2192-4228, S. 4.
17. ↑  Michael Kotulla: Der Einfluss der Paulskirchenverfassung auf die späteren deutschen Verfassungen. In: DTIEV-Online 1/2015. Hagener Online Beiträge zu den Europäischen Verfassungswissenschaften. ISSN 2192-4228, S. 4.
18. ↑  Jörg-Detlef Kühne: Die Reichsverfassung der Paulskirche. Vorbild und Verwirklichung im späteren deutschen Rechtsleben. 2. Auflage, Luchterhand, Neuwied 1998 (1985), S. 86/87 (Habilitation Bonn 1983).
19. ↑  Jörg-Detlef Kühne: Die Reichsverfassung der Paulskirche. Vorbild und Verwirklichung im späteren deutschen Rechtsleben. 2. Auflage, Luchterhand, Neuwied 1998 (1985), S. 103–105 (Habilitation Bonn 1983).
20. ↑  Ernst Rudolf Huber: Deutsche Verfassungsgeschichte seit 1789. Band III: Bismarck und das Reich. 3. Auflage, W. Kohlhammer, Stuttgart u. a. 1988, S. 519, S. 646.
21. ↑  Jörg-Detlef Kühne: Die Reichsverfassung der Paulskirche. Vorbild und Verwirklichung im späteren deutschen Rechtsleben. 2. Auflage, Luchterhand, Neuwied 1998 (1985), S. 105/106, S. 111 (Habilitation Bonn 1983).
22. ↑  Jörg-Detlef Kühne: Die Reichsverfassung der Paulskirche. Vorbild und Verwirklichung im späteren deutschen Rechtsleben. 2. Auflage, Luchterhand, Neuwied 1998 (1985), S. 108–110, S. 117/118 (Habilitation Bonn 1983).
23. ↑  Jörg-Detlef Kühne: Die Reichsverfassung der Paulskirche. Vorbild und Verwirklichung im späteren deutschen Rechtsleben. 2. Auflage, Luchterhand, Neuwied 1998 (1985), S. 112–114, 117/118 (Habilitation Bonn 1983).
24. ↑  Jörg-Detlef Kühne: Die Reichsverfassung der Paulskirche. Vorbild und Verwirklichung im späteren deutschen Rechtsleben. 2. Auflage, Luchterhand, Neuwied 1998 (1985), S. 122–126 (Habilitation Bonn 1983).
25. ↑  Jörg-Detlef Kühne: Die Reichsverfassung der Paulskirche. Vorbild und Verwirklichung im späteren deutschen Rechtsleben. 2. Auflage, Luchterhand, Neuwied 1998 (1985), S. 130–131 (Habilitation Bonn 1983).
26. ↑  Willibalt Apelt: Geschichte der Weimarer Verfassung. 2. Auflage, C. H. Beck, München/Berlin 1964, S. 295/296.
27. ↑  Jörg-Detlef Kühne: Die Reichsverfassung der Paulskirche. Vorbild und Verwirklichung im späteren deutschen Rechtsleben. 2. Auflage, Luchterhand, Neuwied 1998 (1985), S. 132–136, S. 141 (Habilitation Bonn 1983).
28. ↑  Jörg-Detlef Kühne: Die Reichsverfassung der Paulskirche. Vorbild und Verwirklichung im späteren deutschen Rechtsleben. 2. Auflage, Luchterhand, Neuwied 1998 (1985), S. 139/140 (Habilitation Bonn 1983).
29. ↑  Michael Kotulla: Der Einfluss der Paulskirchenverfassung auf die späteren deutschen Verfassungen. In: DTIEV-Online 1/2015. Hagener Online Beiträge zu den Europäischen Verfassungswissenschaften. ISSN 2192-4228, S. 8/9.
30. ↑  Jörg-Detlef Kühne: Die Reichsverfassung der Paulskirche. Vorbild und Verwirklichung im späteren deutschen Rechtsleben. 2. Auflage, Luchterhand, Neuwied 1998 (1985), S. 145/146 (Habilitation Bonn 1983).
31. ↑  Michael Kotulla: Der Einfluss der Paulskirchenverfassung auf die späteren deutschen Verfassungen. In: DTIEV-Online 1/2015. Hagener Online Beiträge zu den Europäischen Verfassungswissenschaften. ISSN 2192-4228, S. 10.
32. ↑  Jörg-Detlef Kühne: Die Reichsverfassung der Paulskirche. Vorbild und Verwirklichung im späteren deutschen Rechtsleben. 2. Auflage, Luchterhand, Neuwied 1998 (1985), S. 146/147 (Habilitation Bonn 1983).
33. ↑  Michael Kotulla: Der Einfluss der Paulskirchenverfassung auf die späteren deutschen Verfassungen. In: DTIEV-Online 1/2015. Hagener Online Beiträge zu den Europäischen Verfassungswissenschaften. ISSN 2192-4228, S. 11.
34. ↑  Nach Michael Kotulla: Der Einfluss der Paulskirchenverfassung auf die späteren deutschen Verfassungen. In: DTIEV-Online 1/2015. Hagener Online Beiträge zu den Europäischen Verfassungswissenschaften. ISSN 2192-4228.